# Droog klimaat

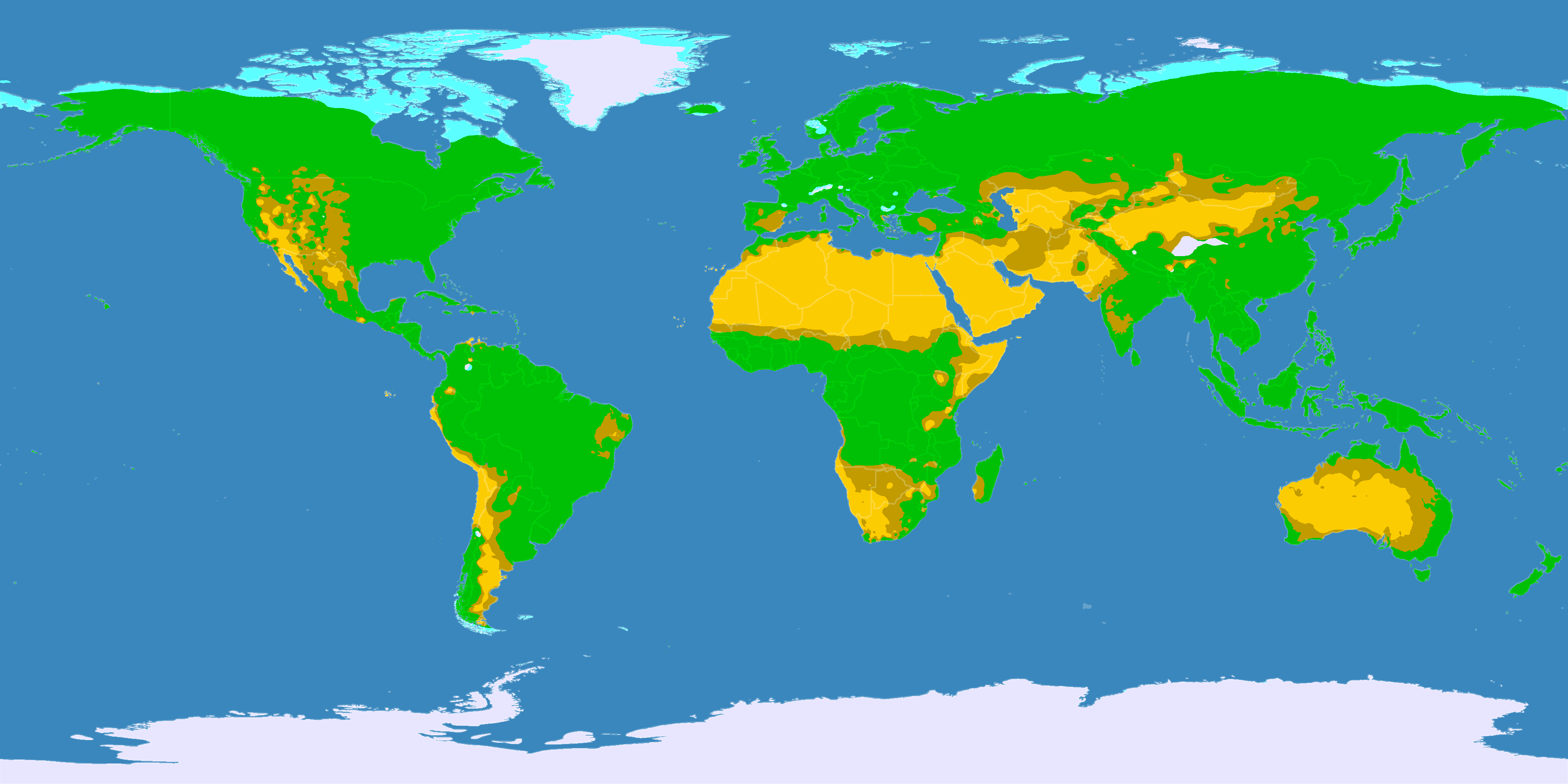
Gebieden met een droog klimaat (B)
woestijn
savanne

Een droog klimaat of aride klimaat is een klimaat waar zo weinig neerslag valt, dat boomgroei niet mogelijk is en waar permanente rivieren niet hun oorsprong kunnen hebben. Volgens de klimaatclassificatie van Köppen is dit een B-klimaat. De classificatie wordt bepaald door middel van de droogte-index die uitgaat van de jaarlijkse verdamping. Deze index bepaalt ook de grens tussen het zeer droge woestijnklimaat en het minder droge steppeklimaat.

## Droogte-index
De droogte-index wordt als volgt berekend:
N = gemiddelde jaarlijkse neerslagsom in centimeters
T = gemiddelde jaartemperatuur in graden Celsius
- Wanneer de neerslag verspreid valt over het jaar, dan ligt de grens tussen het droge klimaat (steppeklimaat) en de niet-droge klimaten (A, C en D) op een lijn die overeenkomt met de volgende formule:

{\displaystyle N=2\times (T+7)}
De grens tussen het woestijnklimaat en steppeklimaat ligt op de lijn:
{\displaystyle N=T+7}
- Wanneer de neerslag vooral in de zomer valt, dan ligt de grens tussen het droge klimaat en de niet-droge klimaten op de lijn:

{\displaystyle N=2\times (T+14)}
De grens tussen het woestijnklimaat en steppeklimaat ligt hier dan op de lijn:
{\displaystyle N=T+14}
- Wanneer de neerslag vooral in de winter valt, dan ligt de grens tussen het droge klimaat en de niet-droge klimaten op de lijn:

{\displaystyle N=2\times T}
De grens tussen het woestijnklimaat en steppeklimaat ligt hier dan op de lijn:
{\displaystyle N=T}
Voorbeeld:
- Wanneer de gemiddelde jaartemperatuur 25 °C is en de gemiddelde jaarlijkse neerslagsom, die verspreid valt over het hele jaar, 50 cm; dan is {\displaystyle N} (=50) lager dan {\displaystyle 2\times (T+7)} (2×(25+7)=64 of 25+7=32 en 32×2=64). Dit is dus een droog klimaat. Omdat {\displaystyle N} (=50) hoger is dan {\displaystyle T+7} (25+7=32) spreken we van een steppeklimaat.

Uitzonderingen:
- Wanneer een klimaat aan de definitie van een poolklimaat (E) voldoet, dan is het geen B-klimaat. Samen worden het B- en E-klimaat weleens de droge klimaten genoemd, ook al is dit in de Klimaatclassificatie van Köppen niet gebruikelijk.

## Voorkomen
Het droge klimaat komt meestal voor rond de Kreeftskeerkring ten noorden van de evenaar en de Steenbokskeerkring ten zuiden van de evenaar. Afhankelijk van bijvoorbeeld de invloed van bergen en oceanen, kan de locatie afwijken. Deze wijkt vooral af in Centraal-Azië, waar de Himalaya en andere bergketens, ervoor zorgt dat de droge gebieden verder noordelijk liggen, de Gobi, een koude woestijn (BWk-klimaat) is hier een voorbeeld van.